# Lloseta
Lloseta – gmina w Hiszpanii, w prowincji Baleary, we wspólnocie autonomicznej Balearów, o powierzchni 12,1 km². W 2011 roku gmina liczyła 5674 mieszkańców.